# Doctor Who (4.ª temporada clássica)
A quarta temporada clásica da série de televisão britânica de ficção científica Doctor Who estreou em 10 de setembro de 1966 com a história do Primeiro Doutor The Smugglers, que foi substituido por Patrick Troughton, terminou em 1 de julho de 1967 com The Evil of the Daleks. Pela primeira vez, todo o elenco principal mudou ao longo de uma única temporada (a única outra ocasião que ocorreu foi durante a 21.ª temporada). Apenas 10 dos 43 episódios sobrevivem nos arquivos da BBC; 33 permanecem perdidos. Nenhum arco nesta temporada existe em sua totalidade. No entanto, The Tenth Planet, The Power of the Daleks, e The Moonbase tiveram seus episódios perdidos (nove no total) reconstruídos com animação completa e, posteriormente, lançados em DVD.

## Elenco
- William Hartnell como o Primeiro Doutor
- Anneke Wills como Polly
- Michael Craze como Ben Jackson
- Patrick Troughton como o Segundo Doutor
- Frazer Hines como Jamie McCrimmon
- Deborah Watling como Victoria Waterfield

William Hartnell aparece como o Primeiro Doutor para os dois primeiros arcos antes de ser sucedido no papel por Patrick Troughton como o Segundo Doutor para as restantes sete histórias.
Anneke Wills e Michael Craze continuam seus papéis como Polly e Ben respectivamente. Eles são logo acompanhados por Frazer Hines interpretando Jamie McCrimmon em The Highlanders. Polly e Ben partem na penúltima história The Faceless Ones, e no final da temporada Deborah Watling faz sua estreia como Victoria Waterfield em The Evil of the Daleks

## Seriais
A quarta temporada foi produzida por Innes Lloyd. Gerry Davis serviu como editor de roteiro, além dos quatro episódios finais de The Evil of the Daleks. Peter Bryant se juntou como produtor associado de The Faceless Ones, e substituiu Gerry Davis como editor de roteiro nos últimos quatro episódios da temporada.
The Smugglers foi o último arco a ser produzido durante o terceiro bloco de produção, mas foi retido até o início da quarta temporada.
The Power of the Daleks foi a primeira história de Dalek a usar o tradicional título ...of the Daleks. Dos nove arcos subsequentes Dalek, apenas Death to the Daleks da 11.ª temporada não foi nomeado dessa maneira. A convenção de nomenclatura das histórias Dalek foi usada pela primeira vez na nova série com "Evolution of the Daleks" na 3.ª temporada.
Enquanto cada uma das outras temporadas produzidas em preto e branco, existem pelo menos, dois arcos completamente intactos (todas os arcos a partir da transição de cor em diante têm cópias da sobrevivência no arquivo BBC), nenhum dos nove arcos da quarta temporada estão completos no arquivo BBC, com quatro (The Smugglers, The Power of the Daleks, The Highlanders e The Macra Terror), cada um com todos os seus episódios perdidos; Do total de 43 episódios entre o Episódio 1 de The Smugglers e o Episódio 7 de The Evil of the Daleks, apenas 10 estão atualmente no arquivo da BBC. O arco mais completo da temporada, The Tenth Planet, está faltando apenas seu último episódio; tanto esta como a outra história Cyberman da temporada, The Moonbase, assim como The Power of the Daleks, tiveram seus elementos perdidos recriados com episódios animados usando a trilha sonora original de uma forma similar a uma reconstrução de The Reign of Terror da primeira temporada.
| 28 | 1 | The Smugglers           | "Episode 1"†     | Julia Smith       | Brian Hayles                | 10 de setembro de 1966  | CC | 4,3 | 47 |
| 28 | 1 | The Smugglers           | "Episode 2"†     | Julia Smith       | Brian Hayles                | 17 de setembro de 1966  | CC | 4,9 | 45 |
| 28 | 1 | The Smugglers           | "Episode 3"†     | Julia Smith       | Brian Hayles                | 24 de setembro de 1966  | CC | 4,2 | 43 |
| 28 | 1 | The Smugglers           | "Episode 4"†     | Julia Smith       | Brian Hayles                | 1 de outubro de 1966    | CC | 4,5 | 43 |
| Os novos companheiros do Doutor, Ben e Polly, chegam com ele na TARDIS, na costa da Cornualha do século XVII, onde um grupo de piratas busca um tesouro. |   |                         |                  |                   |                             |                         |    |     |    |
| 29 | 2 | The Tenth Planet        | "Episode 1"      | Derek Martinus    | Kit Pedler                  | 8 de outubro de 1966    | DD | 5,5 | 50 |
| 29 | 2 | The Tenth Planet        | "Episode 2"      | Derek Martinus    | Kit Pedler                  | 15 de outubro de 1966   | DD | 6,4 | 48 |
| 29 | 2 | The Tenth Planet        | "Episode 3"      | Derek Martinus    | Kit Pedler e Gerry Davis    | 22 de outubro de 1966   | DD | 7,6 | 48 |
| 29 | 2 | The Tenth Planet        | "Episode 4"†     | Derek Martinus    | Kit Pedler e Gerry Davis    | 29 de outubro de 1966   | DD | 7,5 | 47 |
| A tripulação da TARDIS chega ao Pólo Sul no ano de 1986, perto de uma base de rastreamento do Pólo Sul. Logo depois, ciborgues hostis do planeta gêmeo da Terra, Mondas, conhecidos como Cybermen, rapidamente assumem a base, planejando converter todos os seres humanos em Cybermen como eles mesmos, enquanto o corpo velho do Doutor está usando um pouco mais fraco. |   |                         |                  |                   |                             |                         |    |     |    |
| 30 | 3 | The Power of the Daleks | "Episode One"†   | Christopher Barry | David Whitaker              | 5 de novembro de 1966   | EE | 7,9 | 43 |
| 30 | 3 | The Power of the Daleks | "Episode Two"†   | Christopher Barry | David Whitaker              | 12 de novembro de 1966  | EE | 7,8 | 45 |
| 30 | 3 | The Power of the Daleks | "Episode Three"† | Christopher Barry | David Whitaker              | 19 de novembro de 1966  | EE | 7,5 | 44 |
| 30 | 3 | The Power of the Daleks | "Episode Four"†  | Christopher Barry | David Whitaker              | 26 de novembro de 1966  | EE | 7,8 | 47 |
| 30 | 3 | The Power of the Daleks | "Episode Five"†  | Christopher Barry | David Whitaker              | 3 de dezembro de 1966   | EE | 8,0 | 48 |
| 30 | 3 | The Power of the Daleks | "Episode Six"†   | Christopher Barry | David Whitaker              | 10 de dezembro de 1966  | EE | 7,8 | 47 |
| O recém-regenerado Doutor, Ben e Polly, logo chegam ao planeta Vulcano, uma colônia humana. Lá, o Doutor encontra os humanos alegando que os Daleks são seus servos. Mas um plano mais sinistro está por trás dos Daleks. |   |                         |                  |                   |                             |                         |    |     |    |
| 31 | 4 | The Highlanders         | "Episode 1"†     | Hugh David        | Elwyn Jones e Gerry Davis   | 17 de dezembro de 1966  | FF | 6,7 | 47 |
| 31 | 4 | The Highlanders         | "Episode 2"†     | Hugh David        | Elwyn Jones e Gerry Davis   | 24 de dezembro de 1966  | FF | 6,8 | 46 |
| 31 | 4 | The Highlanders         | "Episode 3"†     | Hugh David        | Elwyn Jones e Gerry Davis   | 31 de dezembro de 1966  | FF | 7,4 | 47 |
| 31 | 4 | The Highlanders         | "Episode 4"†     | Hugh David        | Elwyn Jones e Gerry Davis   | 7 de janeiro de 1967    | FF | 7,3 | 47 |
| A TARDIS chega após a Batalha de Culloden em 1746, onde a tripulação da TARDIS encontra o McLaren Clan e seu flautista, Jamie McCrimmon. Eles aprendem sobre um plano para vender aos rebeldes escoceses derrotados à escravidão. |   |                         |                  |                   |                             |                         |    |     |    |
| 32 | 5 | The Underwater Menace   | "Episode 1"†     | Julia Smith       | Geoffrey Orme               | 14 de janeiro de 1967   | GG | 8,3 | 48 |
| 32 | 5 | The Underwater Menace   | "Episode 2"      | Julia Smith       | Geoffrey Orme               | 21 de janeiro de 1967   | GG | 7,5 | 46 |
| 32 | 5 | The Underwater Menace   | "Episode 3"      | Julia Smith       | Geoffrey Orme               | 28 de janeiro de 1967   | GG | 7,1 | 45 |
| 32 | 5 | The Underwater Menace   | "Episode 4"†     | Julia Smith       | Geoffrey Orme               | 4 de fevereiro de 1967  | GG | 7,0 | 47 |
| A TARDIS pousa em uma ilha vulcânica deserta. O Doutor, Ben, Polly e Jamie são capturados e levados em um elevador para descer um eixo abaixo do leito marinho, Lá, eles percebem que são prisioneiros dos sobreviventes de Atlântida, e que seu Sumo Sacerdote, Lolem, declara que eles devem ser sacrificado para o grande deus Amdo. O professor Zaroff chega e tem um plano para elevar a Atlântida do mar.                                                                |   |                         |                  |                   |                             |                         |    |     |    |
| 33 | 6 | The Moonbase            | "Episode 1"†     | Morris Barry      | Kit Pedler                  | 11 de fevereiro de 1967 | HH | 8,1 | 50 |
| 33 | 6 | The Moonbase            | "Episode 2"      | Morris Barry      | Kit Pedler                  | 18 de fevereiro de 1967 | HH | 8,9 | 49 |
| 33 | 6 | The Moonbase            | "Episode 3"†     | Morris Barry      | Kit Pedler                  | 25 de fevereiro de 1967 | HH | 8,2 | 53 |
| 33 | 6 | The Moonbase            | "Episode 4"      | Morris Barry      | Kit Pedler                  | 4 de março de 1967      | HH | 8,1 | 58 |
| A TARDIS faz um pouso irregular na Lua no ano de 2070. Quando a tripulação da TARDIS se aventura por fora, eles encontram uma base lunar. De repente, na base, as pessoas começam a ficar seriamente doentes com sintomas de febre e delírio. O Doutor percebe que seus antigos inimigos, os Cybermen, estão perseguindo a base lunar e pegando os corpos dos pacientes. O líder da base lunar dá ao Doutor 24 horas para descobrir a causa do vírus, ou então ele sai da Lua. |   |                         |                  |                   |                             |                         |    |     |    |
| 34 | 7 | The Macra Terror        | "Episode 1"†     | John Davies       | Ian Stuart Black            | 11 de março de 1967     | JJ | 8,0 | 50 |
| 34 | 7 | The Macra Terror        | "Episode 2"†     | John Davies       | Ian Stuart Black            | 18 de março de 1967     | JJ | 7,9 | 48 |
| 34 | 7 | The Macra Terror        | "Episode 3"†     | John Davies       | Ian Stuart Black            | 25 de março de 1967     | JJ | 8,5 | 52 |
| 34 | 7 | The Macra Terror        | "Episode 4"†     | John Davies       | Ian Stuart Black            | 1 de abril de 1967      | JJ | 8,4 | 49 |
| O Doutor e seus companheiros chegam a um planeta no futuro colonial da Terra, onde descobrem que os habitantes estão sendo ameaçados por caranguejos gigantes chamados de Macra. |   |                         |                  |                   |                             |                         |    |     |    |
| 35 | 8 | The Faceless Ones       | "Episode 1"      | Gerry Mill        | David Ellis e Malcolm Hulke | 8 de abril de 1967      | KK | 8,0 | 51 |
| 35 | 8 | The Faceless Ones       | "Episode 2"†     | Gerry Mill        | David Ellis e Malcolm Hulke | 15 de abril de 1967     | KK | 6,4 | 50 |
| 35 | 8 | The Faceless Ones       | "Episode 3"      | Gerry Mill        | David Ellis e Malcolm Hulke | 22 de abril de 1967     | KK | 7,9 | 53 |
| 35 | 8 | The Faceless Ones       | "Episode 4"†     | Gerry Mill        | David Ellis e Malcolm Hulke | 29 de abril de 1967     | KK | 6,9 | 55 |
| 35 | 8 | The Faceless Ones       | "Episode 5"†     | Gerry Mill        | David Ellis e Malcolm Hulke | 6 de maio de 1967       | KK | 7,1 | 55 |
| 35 | 8 | The Faceless Ones       | "Episode 6"†     | Gerry Mill        | David Ellis e Malcolm Hulke | 13 de maio de 1967      | KK | 8,0 | 52 |
| Depois que a TARDIS pousa na pista do Aeroporto de Gatwick, Polly testemunha um assassinato, levando o Doutor a descobrir que alienígenas estão roubando as identidades dos viajantes. |   |                         |                  |                   |                             |                         |    |     |    |
| 36 | 9 | The Evil of the Daleks  | "Episode 1"†     | Derek Martinus    | David Whitaker              | 20 de maio de 1967      | LL | 8,1 | 51 |
| 36 | 9 | The Evil of the Daleks  | "Episode 2"      | Derek Martinus    | David Whitaker              | 27 de maio de 1967      | LL | 7,5 | 51 |
| 36 | 9 | The Evil of the Daleks  | "Episode 3"†     | Derek Martinus    | David Whitaker              | 3 de junho de 1967      | LL | 6,1 | 52 |
| 36 | 9 | The Evil of the Daleks  | "Episode 4"†     | Derek Martinus    | David Whitaker              | 10 de junho de 1967     | LL | 5,3 | 51 |
| 36 | 9 | The Evil of the Daleks  | "Episode 5"†     | Derek Martinus    | David Whitaker              | 17 de junho de 1967     | LL | 5,1 | 53 |
| 36 | 9 | The Evil of the Daleks  | "Episode 6"†     | Derek Martinus    | David Whitaker              | 24 de junho de 1967     | LL | 6,8 | 49 |
| 36 | 9 | The Evil of the Daleks  | "Episode 7"†     | Derek Martinus    | David Whitaker              | 1 de julho de 1967      | LL | 6,1 | 56 |
| Ao tentar recuperar a TARDIS, o Doutor e Jamie são transportados de volta no tempo para o século XIC por um professor que trabalha para os Daleks; os Daleks pretendem usar o conhecimento do Doutor para dar inteligência humana aos Daleks, mas o plano dá errado. |   |                         |                  |                   |                             |                         |    |     |    |

↑†  Episódio perdido
↑†  Episódio perdido

## Produção
Durante esta temporada, o cartão de título da série foi alterado pela primeira vez, começando com The Macra Terror.

## Episódios perdidos
A quarta temporada é notável por ser a única temporada de Doctor Who da qual não há um único arco completo. Os episódios ausentes são:
- The Smugglers – Todos os 4 episódios
- The Tenth Planet – Episódio 4 (num total de 4)
- The Power of the Daleks – Todos os 6 episódios (recriado por animação)
- The Highlanders – Todos os 4 episódios
- The Underwater Menace – Episódios 1 & 4 (num total de 4)
- The Moonbase – Episódios 1 & 3 (num total de 4)
- The Macra Terror – Todos os 4 episódios
- The Faceless Ones – Episódios 2, 4, 5 & 6 (num total de 6)
- The Evil of the Daleks – Episódios 1, 3 a 7 (num total de 7)

## Lançamentos em DVD
| Título do arco                                                               | Número e duração dos episódios | Data de lançamento (Região 2)              | Data de lançamento (Região 4) | Data de lançamento (Região 1) |
| ---------------------------------------------------------------------------- | ------------------------------ | ------------------------------------------ | ----------------------------- | ----------------------------- |
| The Tenth Planet (episódio 4 reconstruído com animação)                      | 4 × 25 min.                    | 24 de junho de 2013 18 de novembro de 2013 | 20 de novembro de 2013        | 19 de novembro de 2013        |
| The Power of the Daleks (todos os seis episódios reconstruídos com animação) | 6 × 25 min.                    | 21 de novembro de 2016                     | 14 de dezembro de 2016        | 24 de janeiro de 2017         |
| The Underwater Menace (episódios 1 & 4 reconstruídos com tele-snaps)         | 4 × 25 min.                    | 26 de outubro de 2015                      | 2 de dezembro de 2015         | 24 de maio de 2016            |
| The Moonbase (episódios 1 & 3 reconstruídos com animação)                    | 4 x 24 min.                    | 20 de janeiro de 2014                      | 29 de janeiro de 2014         | 11 de fevereiro de 2014       |

The Underwater Menace foi programado para ser lançado em DVD, com episódios 1 e 4 reconstruídos usando animação, mas foi cancelado em fevereiro de 2015. Ele foi restaurado para a programação para lançamento em outubro de 2015, mas com reconstruções em tele-snaps em vez de animação completa.
Lost in Time

Todos os outros arcos perdidos do Primeiro Doutor desta temporada foram lançados na coleção Lost in Time com exceção de The Tenth Planet que teve seu episódio em falta animado para lançamento em DVD, e The Underwater Menace episódio 2, que foi recuperado após o lançamento de Lost in Time. Lost in Time foi lançado em dois formatos na Região 1, com lançamentos individuais para os volumes um e dois (que cobrem os episódios do Primeiro Doutor e do Segundo Doutor, respectivamente), bem como uma edição combinando ambos os volumes. Nas Regiões 2 e 4, Lost in Time está disponível apenas como o volume único combinado.
| Inclui episódios de | Número e duração dos episódios     | Data de lançamento (Região 2) | Data de lançamento (Região 4)                                                | Data de lançamento (Região 1) |
| --- | ---------------------------------- | ----------------------------- | ---------------------------------------------------------------------------- | ----------------------------- |
| The Underwater Menace (episódio 3 de 4) The Moonbase (episódios 2 & 4 of 4; trilhas sonoras dos 1 & 3) The Faceless Ones (episódios 1 & 3 de 6) The Evil of the Daleks (episódio 2 de 7) (inclui também clipes sobreviventes de The Smugglers, The Tenth Planet, The Power of the Daleks, The Highlanders e The Macra Terror) | 6 × 25 min. + 2 × 25 min. de áudio | 1 de novembro xs 2004         | 2 de dezembro de 2004 (lançamento origina) 1 de julho de 2010 (relançamento) | 2 de novembro de 2004         |

## Novelizações
| Título do arco          | Título do livro                 | Autor            | Primeira publicação     |
| ----------------------- | ------------------------------- | ---------------- | ----------------------- |
| The Smugglers           | The Smugglers                   | Terrance Dicks   | 16 de junho de 1988     |
| The Tenth Planet        | Doctor Who and the Tenth Planet | Gerry Davis      | 19 de fevereiro de 1976 |
| The Power of the Daleks | The Power of the Daleks         | John Peel        | 15 de julho de 1993     |
| The Highlanders         | The Highlanders                 | Gerry Davis      | 16 de agosto de 1984    |
| The Underwater Menace   | The Underwater Menace           | Nigel Robinson   | 18 de fevereiro de 1988 |
| The Moonbase            | Doctor Who and the Cybermen     | Gerry Davis      | 20 de fevereiro de 1975 |
| The Macra Terror        | The Macra Terror                | Ian Stuart Black | 16 de julho de 1987     |
| The Faceless Ones       | The Faceless Ones               | Terrance Dicks   | 11 de dezembro de 1986  |
| The Evil of the Daleks  | The Evil of the Daleks          | John Peel        | 19 de agosto de 1993    |